# Мюлькадарское право
Мюлькадарское право (от тат. мюлькадар — имеющий недвижимое имение на правах частной собственности — мюльк (от араб. малык — «владелец»)) — традиционная правовая система, которая регулировала земельные отношения в Закавказье. Также называется бекским правом или агаларским правом.
Мюлькадарское право состоит в том, что крестьяне пользуются землёй на праве вечной аренды, за известную долю урожая всех земных произведений. Мюлькадарское право существовало в губерниях Эриванской, Елизаветпольской и Бакинской и в некоторых уездах Тифлисской губернии. В Эриванской губернии сбор в пользу мюлькадара взимался особым чиновником — саркаром. Когда должность саркара была упразднена, то положением 1836 г. мюлькадарам Эриванской провинции и Нахичеванского ханства предоставлено было держать своих собственных саркаров.
Для поземельного устройства крестьян, сидевших на мюлькадарском праве и именовавшихся позже «государственными поселянами, водворенными на землях лиц высшего мусульманского сословия», российским императором утверждено 14 мая 1870 г. особое положение, в силу которого все земли и угодья, состоявшие в пользовании крестьян до утверждения этого положения, были оставлены в постоянном их пользовании за сбор (бахру) в прежнем размере (4/30 доли урожая в Эриванской губернии и 1/10 во всех остальных местностях).
Сохранены были и прежде существовавшие денежные в пользу мюлькадара повинности, а взамен отбывавшейся барщины была установлена известная денежная повинность. Денежные повинности поселяне могли заменять взносом бахры в увеличенном размере, который, однако, не должен был превышать 1/8 части урожая. Установление правил для обращения бахры из натуральной повинности в денежную — предоставлено было главноначальствующему гражданской частью на Кавказе. Выкуп поселянами их земельного надела в собственность допускался по добровольному соглашению с землевладельцем; без согласия последнего поселяне, как целым обществом, так и отдельными дымами, также могли выкупать земли своего надела, но тогда они были вправе выкупать не более 15 и обязаны выкупать не менее 7 1/2 дес. на каждый дым, если имели надел не меньшего размера.